# Шеєрн
Шеєрн (нім. Scheyern) — громада в Німеччині, розташована в землі Баварія. Підпорядковується адміністративному округу Верхня Баварія. Входить до складу району Пфаффенгофен.
Площа — 38,28 км2. Населення становить 4877 ос. (станом на 31 грудня 2020).